# Bad Company (manga)
Pour les articles homonymes, voir Bad Company.
Bad Company (バッドカンパニー, Baddo Kanpanī) est un shōnen manga de Tōru Fujisawa publié au Japon sous la forme d'un double volume.
Il se situe avant Young GTO et a pour personnage principal le meilleur ami d'Onizuka, Ryuji Danma. Bad company raconte ainsi comment Ryuji a fait la connaissance d'Eikichi et comment ils ont fini par devenir amis. Bien que l'histoire se passe avant Young GTO, il a été dessiné après ce dernier, soit peu de temps avant GTO.
Ryuji Danma vient d’arriver dans sa nouvelle école, renvoyé plusieurs fois du collège. Dès le premier jour, Ryuji remarquera un dénommé Eikichi Onizuka dans la même classe que la sienne. Ryuji souhaite que Eikichi se batte avec lui en utilisant toute sa force et qu'il le considère comme étant supérieur. Mais Eikichi ne veut au départ pas se battre, de leur rivalité va naître une grande amitié. Le manga raconte cette rencontre au collège entre les deux protagonistes qui deviendront plus tard l'inséparable Onibaku Combi, à savoir Eikichi Onizuka et Ryuji Danma.
Au Japon, il est paru dans les 4 derniers tomes de Young GTO (du 28 au 31), et plus tard sous forme de manga double en 1997 (en même temps que le début de la parution de GTO).
Lors de leur venue à Paris (les 14 et 15 mars 2008), Tōru Fujisawa, son assistant en chef et son éditeur ont annoncé à la suite des demandes des fans que Bad Company sortirait d'ici peu en France chez Pika Édition.[réf. nécessaire] Il paraît en France à la fin des tomes de Young GTO depuis le tome 28 et en manga double en 2017.

## Personnages
- Ryuji Danma (弾間龍二, Danma Ryūji?)
- Eikichi Onizuka (鬼塚英吉, Onizuka Eikichi?)
- Sakura Yamato (大和桜, Yamato Sakura?)
- Fukitoshi (フトシ?)
- Isami (イサミ?)
- Kyosuke Masaki (真樹京介, Masaki Kyōsuke?)
- Manabu Midoji (魅堂寺学, Midōji Manabu?)
- Ryo Usami (宇佐美陵, Usami Ryō?)
- Natsuki (夏月, Natsuki?)
- Masami Sato (佐藤昌美, Satō Masami?)
- Akira Nezu (根津アキラ, Nezu Akira?)
- Takashi Yokokawa (横川たかし, Yokokawa Takashi?)